# تحرير مقالة

                                                                   الشيخ صادق قناف عايض أبوراويه (مواليد 1976) هو شخصية اجتماعية يمنية، وُلد في محافظة عمران – مديرية حبور ظليمة – عزلة بني دهش – قرية شرقي أبوراويه. يُعرف بجهوده في الإصلاح المجتمعي والعمل الشرعي، ويُعد من الشخصيات البارزة في منطقته، ويحظى باحترام واسع من قبل القبائل والأهالي.

## النشأة والتعليم
توفيت والدته وهو في عمر ثمانية أشهر، فتكفّل بتربيته جده لوالده، الشيخ عايض أحمد أبوراويه، أحد كبار مشايخ المنطقة في زمانه، والذي كان يشغل منصب "شيخ ضمان" على عدد من المديريات منها ظليمة، الأهنوم، وعذر. تلقى صادق تعليماً دينياً على يد جده، فحفظ أجزاءً من القرآن وتعلم الفقه والمواريث، كما تلقى التعليم النظامي حتى المرحلة الثانوية التي أكملها عام 1993.

## المسيرة المهنية والاجتماعية
التحق بالقوات المسلحة اليمنية عام 1994، وخدم فيها حتى أواخر التسعينيات. بعد ذلك، واصل دوره في خدمة المجتمع، وتعلّم على يد جده تحرير الوثائق الشرعية مثل مراقيم التحكيم، وعقود الزواج، والبصائر، والوكالات، إضافة إلى خبرته في العرف القبلي وقياسات الأراضي الشرعية.

## الترشيح كأمين شرعي
في عام 2016، رُشِّح رسمياً من قبل عدد من عقال الحارات والأهالي لتولي منصب أمين شرعي لمنطقة الجبوبة بمحافظة عمران. الترشيح موثق ومختوم من الجهات الرسمية، بما في ذلك إدارة المديرية والمحكمة، ويُنتظر حالياً اعتماده من قبل وزارة العدل اليمنية.

## الحياة الشخصية
تزوج في عام 1997 من ابنة عمه، وله منها خمسة أبناء (ثلاثة أولاد وبنتان). يقيم حالياً في مدينة عمران.

## إسهاماته
يُعرف الشيخ صادق أبوراويه بالإصلاح بين المتخاصمين، وكتابة الوثائق الشرعية، وحل النزاعات بالطرق السلمية. وله حضور فعّال في قضايا التحكيم القبلي، وتوثيق المعاملات، ويُشهد له بالنزاهة والاستقامة.
```
معين.
[
1
]
```

## أنواع المقالات التي يتم تحريرها
1. مقالة في مجلة: تعتمد في الأساس على مقالات المؤلفين والمشاهير مع ذكر أسمائهم في الصفحة الأولى، وذلك لتشجيع القراء والمتابعين من محبي المجلة على اقتناءها.
2. مقالة في جريدة: أغلب الجرائد تأخذ حيزاً من أوراقها لتخصيصها لبعض المؤلفين والكتاب وخصوصاً السياسيين والمشاهير لوضع بصمتهم في الجريدة.
3. مقالة في كتاب: يتم استخدام هذه الطريقة نادراً وتعتمد على أخد كاتب ما بعض المساحة من كتابه وتخصيصها لمؤلف آخر أو شخص ما من اختياره ليكتب حول رأيه فيما يتعلق بالموضوع الذي يعالجه الكاتب، مع ذكر إسمه في الفصل.
4. مقالة في مطوية أو كراس: وتكون جزءً من المطوية إلا أنها تذكر للإستشهاد أثناء مناولة المنشور لموضوع يرتبط مجالها بتلك المقالة ويتم ذكر المؤلف أوصاحب أو محرر المقالة.
5. مقالة في موقع إلكتروني: بعض المواقع تعتمد على مؤلف واحد أو محرر واحد وهو المدير أو منشئ الموقع وغالباً ما يكون عبارة عن مدونة شخصية، وهناك مواقع أخرى تعتمد أساساً على عدد لا متناه من المؤلفين والمحررين، يتشاركون في تبادل المعلومات فيما بينهم، وذلك يزيد أيضاً في تقوية الموقع وانتشاره على الشبكة العنكبوتية، والتحرير في المواقع الإلكترونية ليست بثاثاً كالتحرير في الجرائد أو في المجلات أو في غيرها.

يراعى في تحرير المقالة الإلكترونية مجموعة من المعايير من بينها:
- مراعات النقل الإملائي، أو ما يسمى بتجنب الوقوع في الأخطاء الإملائية.
- مراعاة النحو وقواعد اللغة المستخدمة في المقالة.
- مراعاة صحة المعلومات.
- مراعات تنسيق المقالة وعدم جعلها مملة بالنسبة للقارئ، كاستخدام رموز التنسيق وعلامات الترقيم، وغيرها من التقنيات التي تجعل من الموضوع شيق وممتع خلال القراءة، وهذا ما تفتقر إليه عدد كبير من المقالات العربية في بعض المواقع الإلكترونية.
- مراعات سياسة محركات البحث، وهي ما يسمى بـ السيو تحسين محركات البحث اختصاراً لجملة (بالإنجليزية: Search engine optimization)، وهي سياسة تعتمدها خوارزميات محركات البحث لأرشفة المقالة والموقع ضمن نتائج البحث أثناء قيام أحد الزوار بعملية البحث عن موضوع مشابه لموضوع مقالتك أو لعنوانها.
- مراعات المصادر والمراجع، وهي من أفضل التقنيات التي تجعل المقالة بل والموقع ككل يكتسب شهرة وموثوقية ما يسمونه بالإنجليزية سلطة وجودة عالية.